# Arnold Rosé

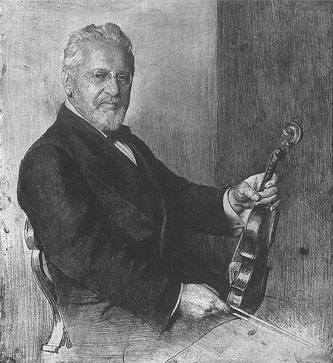
Arnold Rosé.

Arnold Josef Rosé (ursprungligen Rosenblum), född 24 oktober 1863 i Iași, död 25 oktober 1946 i London, var en österrikisk violinist. 
Rosé utbildades vid Wienkonservatoriet, var från 1881 konsertmästare i Wiens hovkapell och medverkade från 1888 i samma egenskap vid Wagnerfestspelen i Bayreuth samt var primviolinist i en stråkkvartett i Wien, bildad av och uppkallad efter honom. 
Rosé, som var jude, lämnade 1938 Wien på grund av den nazityska ockupationen och bosatte sig i London. Han var far till Alfred Rosé (1902–1975), pianist och dirigent, samt Alma Rosé (1906–1944), en framgångsrik violinist som slutade sina dagar i förintelselägret Auschwitz.